# Кепрок
Кепрок (англ. cap rock, нім. Caprock) –
1. Водонепроникна покрівля соляного купола, представлена гіпсом, який переходить у верхній частині в пористий вапняк, наповнений сіркою, іноді з асфальтом або нафтою. Потужність кепроку до 300 м і більше. На глибині 600 м в складі кепроку переважає ангідрит. Різновид кепроку — гіпсово-глиниста шапка, що формується в результаті вилуговування верхньої частини соляного тіла в зоні вивітрювання та дії інфільтраційних вод.
2. Шар твердої породи (як правило, пісковика) над вугільним пластом, непроникна покришка нафтових і газових покладів, складена осадовими гірськими породами.

У США та країнах заходу під терміном кепрок часто розуміють взагалі породи, незалежно від їх складу і походження, які відіграють роль непроникної покришки для нафтових і газових покладів. Геологи-нафтовики кепрок вважають кам'яним капелюхом над соляними куполами, де він в найбільш типових випадках представлений внизу ангідритом і гіпсом, які догори переходять в пористий вапняк з сіркою, іноді з асфальтом або нафтою і, нарешті, в щільний вапняк верхньої зони капелюха.